# Edwin Morgan

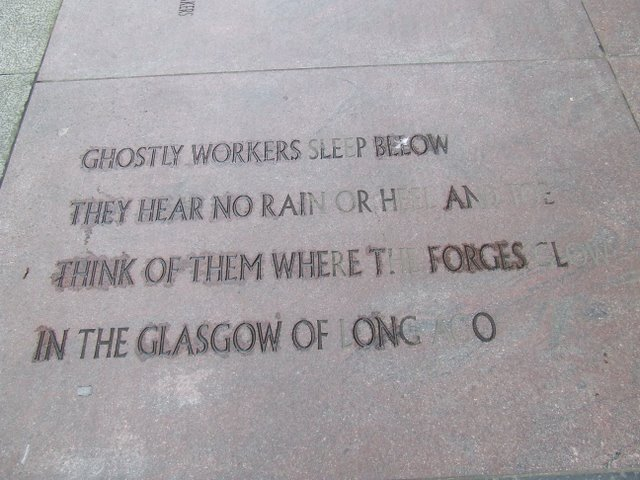
Edwin Morgan egy versszaka glasgow-i járdán

Edwin Morgan (Glasgow, 1920. április 27. – Glasgow, 2010. augusztus 17.) skót költő.

## Élete
Rutherglenben nőtt fel, szülei presbiteriánusok voltak. Gyermekként nem vették körül könyvek, semmilyen irodalmi ismerete sem volt. Meggyőzte szüleit, hogy írassák be több glasgow-i könyvklubba, így szerezte meg alapvető irodalmi műveltségét. Később elmondta, hogy a Faber Book of Modern Verse (1936) című kötet egyfajta "kinyilatkoztatás" volt számára. 1937-ben iratkozott be a glasgow-i egyetemre, ahol francia és orosz nyelvet tanult. A második világháború megszakította tanulmányait. Mivel lelkiismereti okok miatt nem vállalt fegyveres szolgálatot, a hadsereg egészségügyi csapataihoz került. Egyetemi tanulmányait 1947-ben fejezte be, s az egyetem tanára lett; e posztot 1980-as nyugdíjazásáig töltötte be.
Költői hitvallása a CHANGE RULES! volt, ez egyrészt az egész életen át tartó költői kísérletezésre, a hagyományos költői formák átalakítására, másrészt radikális baloldali politikai beállítottságára utal. A szonettől a képversekig, az epikus költészettől egészen a tudományos-fantasztikus irodalom körébe tartozó űrfantáziákig számtalan formában alkotott, vizsgálva a kortárs fizika és technológia legfrissebb eredményeit is.
Homoszexuális nemi irányultságáról először 1990-ben megjelent Nothing Not Giving Messages: Reflections on his Work and Life című munkájában vallott. Számos nagyon híres szerelmes verset írt, köztük a Strawberries-t és a The Unspoken-t; e költeményekben szerelmének neme nem volt egyértelműen leírva. Ennek csak részben voltak okai a korban fennálló jogi korlátok: a költeményekben tetten érhető a szerelem egyetemessé tétele iránti vágy is, ahogy ezt egy Marshall Walkerrel készített interjúban maga is világossá tette. A glasgow-i LMBT központ 1995-ös megnyitóján felolvasta egy erre az alkalomra írt versét, s a kéziratot ajándékba adta a központnak. 2002-ben az Our Story Scotland védnöke lett. 2004. október 9-én, a Skót parlament épületének megnyitásakor Liz Lochhead Morgan egy az alkalomra írott, Poem for the Opening of the Scottish Parliament című költeményét olvasta fel. 2004-ben The Scots Makar lett.
Élete vége felé Morgan újabb közönséget ért el költészetével. A skót Idlewind rockegyüttes The Remote Part című albumán működött közre: az album utolsó száma végén (In Remote Part/ Scottish Fiction) ő szavalja el Scottish Fiction című, kifejezetten erre a dalra íródott költeményét. 2007-ben két verset közölt a Ballads of the Book című antológiában, amely skót költők alkotásait tartalmazta, s amelyeket skót művészek zenésítettek meg. Morgan alkotásait (The Good Years és The Weight of Years) Karine Polwart adta elő.
Élete vége felé egészségi állapota romlása miatt bentlakásos otthonban ápolták. 2010 áprilisában, néhány hónappal halála előtt jelentette meg utolsó kötetét Dreams and Other Nightmares címen. Halálát tüdőgyulladás okozta. Tiszteletére alapították meg az Edwin Morgan költői díjat.

## Költészete
A költészet szinte minden formájában és stílusában alkotott a szonettől a képversig. Költeményeinek első összkiadása 1990-ben jelent meg. Fordítói tevékenysége is jelentős, orosz, magyar, francia, olasz, latin, spanyol, portugál és óangol nyelvből fordított. Ez utóbbiból a Beowulf című óangol történet fordítása a legjelentősebb alkotása.
Komoly befolyást gyakoroltak költészetére a beatnemzedék amerikai költői is. 1968-ban írta meg Starlings In George Square című híres versét. A vers egyik olvasata az angol társadalom hajlandósága más kultúrák integrációjára; a másik olvasat szerint a költemény az 1917-es októberi orosz forradalomról szól, s a "seregélyek" utalást jelentenek Sztálinra.

## Magyarul megjelent művei
- Holdontúli űrinduló, 1972 (vers, Galaktika 19., 1976)
- Az első emberek a Merkúron (vers, Galaktika 19., 1976)
- A Hold, 1973. február (vers, Galaktika 21., 1976)

## Magyar vonatkozású fordításai
- Selected Poems of Sándor Weöres and Selected Poems of Ferenc Juhász (Penguin, 1970)
- Modern Hungarian Poetry (antológia, több mással együtt Morgan néhány fordítását is tartalmazza, Corvina, 1977)
- Eternal Moment (Weöres Sándor verseinek angol fordítása, Corvina, 1988)

## Fordítás
- Ez a szócikk részben vagy egészben  az   Edwin Morgan (poet) című angol Wikipédia-szócikk ezen változatának fordításán alapul.  Az eredeti cikk szerkesztőit annak laptörténete sorolja fel. Ez a jelzés csupán a megfogalmazás eredetét és a szerzői jogokat jelzi, nem szolgál a cikkben szereplő információk forrásmegjelöléseként.